# Manuel Carrizo
Manuel Antonio Carrizo Cordova (Buenos Aires, 28 settembre 1980) è un ex cestista argentino con cittadinanza italiana.

## Carriera

### Club
Ha iniziato la carriera in Argentina, dove ha giocato anche nella massima serie con la canotta del Ferro Carril Oeste.
In Italia, ha vestito le maglie di Basket Veroli, Dinamo Sassari, Reyer Venezia e Ferentino in LegaDue.
Nel corso della stagione 2012-13 è stato ingaggiato dalla Benacquista Latina Basket nel campionato DNA; Latina perde però i play out contro Bari e retrocede in DNB. Carrizo rimane a Latina e nella stagione successiva si aggiudica la promozione in A2 Silver e la Coppa Italia DNB vincendo anche il titolo di MVP con 36 punti in finale contro i Legnano Knights. In estate lascia Latina e firma a Casalpusterlengo in A2 Gold.
Nell'estate 2015 viene ingaggiato dalla Virtus TSB Cassino in Serie B dove perde la finale di play-off contro EuroBasket Roma. Due anni dopo viene nuovamente convocato per tentare l'accesso in Serie A2..

### Nazionale
Nel 2001 ha disputato i Campionati mondiali di pallacanestro maschile Under 21 con l'Argentina.